# The Crossing (ER)
The Crossing is de vijftiende aflevering van het zevende seizoen van de televisieserie ER, die voor het eerst werd uitgezonden op 22 februari 2001.

## Verhaal
Dr. Carter en dr. Kovac worden naar een treinongeluk gestuurd. Hij moet daar, nadat dr. Corday is weggegaan met vroegtijdige weeën, een dubbel beenamputatie uitvoeren bij een gewonde brandweerman. Dr. Carter krijgt hiermee telefonische hulp van dr. Benton. Ondertussen maakt dr. Carter kennis met een nieuw studente, Rena Trujillo.
Als dr. Corday teruggekeerd is op de SEH wordt zij opgevangen door Lockhart en dr. Jing-Mei Chen, zij vertellen haar om bedrust te houden.
Het treinongeluk werd waarschijnlijk veroorzaakt door een jong meisje dat zelfmoord wilde plegen door haar auto op het spoor te parkeren. Zij heeft het ongeluk overleefd en ligt nu op de SEH, dr. Weaver roept dr. Legaspi voor een psychisch onderzoek.
Dr. Benton neemt een dag student geneeskunde William White, een Afro-Amerikaanse jongen, mee zodat hij kan zien wat het leven van een arts op de SEH inhoudt.
Dr. Kovac worstelt nog steeds met zijn geloof, hij vertelt aan bisschop Stewart dat hij in Vukovar zijn vrouw had kunnen redden als hij zijn dochter opgeofferd zou hebben. Bisschop Stewart geeft hem absolutie voor haar dood.

## Rolverdeling

### Hoofdrollen
- Anthony Edwards - Dr. Mark Greene
- Noah Wyle - Dr. John Carter
- Laura Innes - Dr. Kerry Weaver
- Alex Kingston - Dr. Elizabeth Corday
- Paul McCrane - Dr. Robert Romano
- Goran Višnjić - Dr. Luka Kovac
- Michael Michele - Dr. Cleo Finch
- Erik Palladino - Dr. Dave Malucci
- Ming-Na - Dr. Jing-Mei Chen
- Eriq La Salle - Dr. Peter Benton
- Elizabeth Mitchell - Dr. Kim Legaspi
- Maura Tierney - verpleegster Abby Lockhart
- Yvette Freeman - verpleegster Haleh Adams
- Laura Cerón - verpleegster Chuny Marquez
- Deezer D - verpleger Malik McGrath
- Lily Mariye - verpleegster Lily Jarvik
- Mary Heiss - verpleegster Mary
- Dinah Lenney - verpleegster Shirley
- Lyn Alicia Henderson - ambulancemedewerker Pamela Olbes
- Michelle Bonilla - ambulancemedewerker Christine Harms
- Brian Lester - ambulancemedewerker Brian Dumar
- Emily Wagner - Doris Pickman
- Kristin Minter - Randi Fronczak
- Lourdes Benedicto - Rena Trujillo
- Demetrius Navarro - Morales

### Gastrollen (selectie)
- James Cromwell - Bisschop Stewart
- Stacy Haiduk - gespietste moeder
- Jeffrey Dean Morgan - brandweerman Larkin
- Harry Northup - vaardigheidsonderderzoeker
- Keith Robinson - William White
- David Nathan Schwartz - Vanderway
- Meg Thalken - Dee McManus
- Sasha Turjak - Danijela Kovac
- Amy Wheaton - Shannon Wallace
- Jose Yenque - Wardell